# Karl Fredriksson
Karl Hjalmar Fredriksson, född den 22 februari 1895 i Vånga socken, Östergötland, död den 14 november 1963 i Danderyds församling, var en socialdemokratisk journalist och redaktör.

## Biografi
Karl Fredriksson föddes som äldste son och andra barnet till rättaren Karl August Fredriksson och dennes hustru Anna Hansdotter på gården Rosendal. Hans mor gick bort i cancer redan 1899.
Fredriksson var chefredaktör för Smålands Folkblad 1926–1929 och redaktör för SSU:s tidning Frihet åren 1930–1937. Han blev 1940 medarbetare i tidningen Social-Demokraten, som 1944 ändrade namn till Morgon-Tidningen. Han svarade där för bevakning av fackliga och ekonomiska frågor och var även tidningens chefredaktör under åren 1957–1958. När Morgon-Tidningen lades ned började han arbeta på Stockholms-Tidningen.
Han var från 1930-talet en av socialdemokraternas mest framträdande debattörer i pressen i ekonomiska och ideologiska frågor och 1944 ledande i arbetet med arbetarrörelsens politiska program för tiden efter andra världskriget. Som politisk kåsör var han känd under signaturen ”Nordens Karlsson”. Han är textförfattare till kampsången Vi bygger landet. 
Karl Fredriksson är begravd på Danderyds kyrkogård.